# Аныб (приток Вычегды)
Аныб (устар. Аныб-Ю, Аныбъю) — река в России, течёт по территории Корткеросского и Усть-Куломского районов Республики Коми. От истока течёт на северо-запад, затем — на север, в лесистых, малонаселённых местах; верховья и низовья реки слегка заболочены. Устье Аныба находится в 607 км от устья Вычегды по левому берегу на высоте 92 м над уровнем моря, чуть выше села Аныб. Длина реки составляет 84 км.

## Притоки
(указано расстояние от устья)
- 33 км: Ыджидъёль[6]
- 55 км: Лунвож
- 73 км: Асыввож

## Данные водного реестра
По данным государственного водного реестра России относится к Двинско-Печорскому бассейновому округу, водохозяйственный участок реки — Вычегда от истока до города Сыктывкар, речной подбассейн реки — Вычегда. Речной бассейн реки — Северная Двина.
Код объекта в государственном водном реестре — 03020200112103000016378.